# Chlumetia multilineata
Chlumetia multilineata là một loài bướm đêm trong họ Noctuidae.